# 南和男
南 和男（みなみ かずお、1927年12月19日 - 2017年9月24日）は、日本の日本史学者。

## 略歴
大阪府大阪市天王寺区上本町生まれ。1951年國學院大學文学部国史学科卒業。1981年「幕末江戸社会の研究」で立正大学より文学博士の学位を取得。東京都の公立中学校教諭、1958年東京都立航空工業高等専門学校講師となり、教授で定年退職、1988年駒澤大学文学部教授となり、1998年定年退職。江戸時代の風俗などを研究した。

## 著書
- 『歴史模型の工作』山森元亀絵 誠文堂新光社 (社会科工作ハンドブック) 1963
- 『江戸の社会構造』塙書房(塙選書)1969
- 『旧幕府引継書第一集第四集解説』日本マイクロ写真 1970
- 『旧幕府引継書第二集第三集解説 続』日本マイクロ写真 1971
- 『幕末江戸社会の研究』吉川弘文館 1978
- 『維新前夜の江戸庶民』1980 教育社歴史新書 日本史
- 『江戸っ子の世界』1980 講談社現代新書
- 『江戸の風刺画』吉川弘文館(歴史文化ライブラリー) 1997
- 『幕末江戸の文化 浮世絵と風刺画』塙書房 1998
- 『幕末維新の風刺画』吉川弘文館 (歴史文化ライブラリー) 1999
- 『幕末都市社会の研究』塙書房 1999
- 『江戸の町奉行』吉川弘文館 (歴史文化ライブラリー) 2005
- 『江戸のことわざ遊び 幕末のベストセラーで笑う』2010 平凡社新書

### 共著・校注
- 『江戸古地図物語』北島正元共著 毎日新聞社 1975 『江戸巨大都市考』朝日文庫
- 佐久間長敬『江戸町奉行事蹟問答』校注 東洋書院・人物往来社 1967

## 論文
- 南和男「日傭座の研究--江戸に於ける民政の一形態」『日本歴史』第126号、吉川弘文館、1958年12月、ISSN 0386-9164、NAID 40003063646。
- 南和男「江戸における武家奉公人の変質--譜代より出替りへ」『國學院雜誌』第66巻第4号、國學院大學綜合企画部、1965年4月、46-59頁、ISSN 02882051、NAID 40001279960。
- 南和男「江戸幕府御徒組の服制について」『風俗』第5巻第2号、日本風俗史学会、1965年7月、23-29頁、ISSN 02869802、NAID 40003303004。
- 大館右喜「南和男著「幕末江戸社会の研究」」『国学院雑誌』第80巻第1号、国学院大学出版部、1979年1月、101-104頁、ISSN 02882051、NAID 40001281217。
- 南和男「江戸町人の田畑所有と天保改革」『日本歴史』第468号、吉川弘文館、1987年5月、42-45頁、ISSN 03869164、NAID 40003066945。
- 南和男「京都の「ええじゃないか」について」『駒沢史学』第42号、駒沢大学歴史学研究室内駒沢史学会、1990年9月、1-17頁、ISSN 04506928、NAID 110007002985。
- 南和男「仙石騒動と幕閣の抗争」『駒沢史学』第53号、駒沢大学歴史学研究室内駒沢史学会、1999年3月、3-16頁、ISSN 04506928、NAID 110007003082。
- 南和男「天保改革と江戸の寄席 (小特集 江戸・幕末、近代の日本)」『駒沢史学』第59号、駒沢大学歴史学研究室内駒沢史学会、2002年7月、1-22頁、ISSN 04506928、NAID 110007002397。
- 南和男「弘化・嘉永期における江戸の寄席」『日本歴史』第667号、吉川弘文館、2003年12月、36-52頁、ISSN 03869164、NAID 40006025746。